# Grammomys minnae
Grammomys minnae és una espècie de mamífer rosegador de la família dels múrids. És endèmic de la part etíop de la Gran Vall del Rift, on viu a altituds d'aproximadament 1.800 msnm. El seu hàbitat natural podria ser les vores dels boscos. Es desconeix si hi ha cap amenaça significativa per a la supervivència d'aquesta espècie. L'espècie fou anomenada en honor de Marlies Minna Raguschat, que en capturà l'espècimen tipus juntament amb la seva parella.